# URBAN II
URBAN II ist ein EU-Förderprogramm (Gemeinschaftsinitiative). Nach dem ersten Programm URBAN (auch URBAN I) für die Förderperiode 1994–1999 wurde es als Urban II in die Periode 2000–2006 übernommen. Es soll mit nichtbaulichen Maßnahmen die Innenstädte und ihre urbane Situation verbessern. Es dient zur Förderung von Städten mit über 20.000 Einwohnern, die Probleme mit hoher Arbeitslosigkeit, Kriminalität oder Umweltverschmutzung haben.
Gefördert werden nicht nur investive Maßnahmen, sondern auch Einrichtungen zur Bildung und Qualifizierung der Menschen. Ebenfalls unterstützt werden Initiativen zum Quartiersmanagement.
In Kongressen und Workshops soll der Austausch zwischen den Akteuren der beteiligten Städte gefördert werden.
In Deutschland nehmen 12 Städte an dem Programm teil.